# Histoires grotesques et sérieuses
Histoires grotesques et sérieuses est un recueil de nouvelles écrites par Edgar Allan Poe puis traduites et réunies par Charles Baudelaire en 1864.

## Nouvelles
- Le Mystère de Marie Roget, pour faire suite à Double Assassinat dans la Rue Morgue (novembre 1842, décembre 1842, février 1843)
- Le Joueur d'échecs de Maelzel (avril 1836)
- Éléonora (4 septembre 1841)
- Un événement à Jérusalem (9 juin 1832)
- L'Ange du bizarre (octobre 1844)
- Le Système du docteur Goudron et du professeur Plume (novembre 1845)
- Le Domaine d'Arnheim (mars 1847)
- Le Cottage Landor, pour faire pendant au Domaine d'Arnheim (9 juin 1849)
- Philosophie de l'ameublement (mai 1840)
- La Genèse d'un poème (Le Corbeau) (avril 1846)